# 大阪・中之島プロジェクト

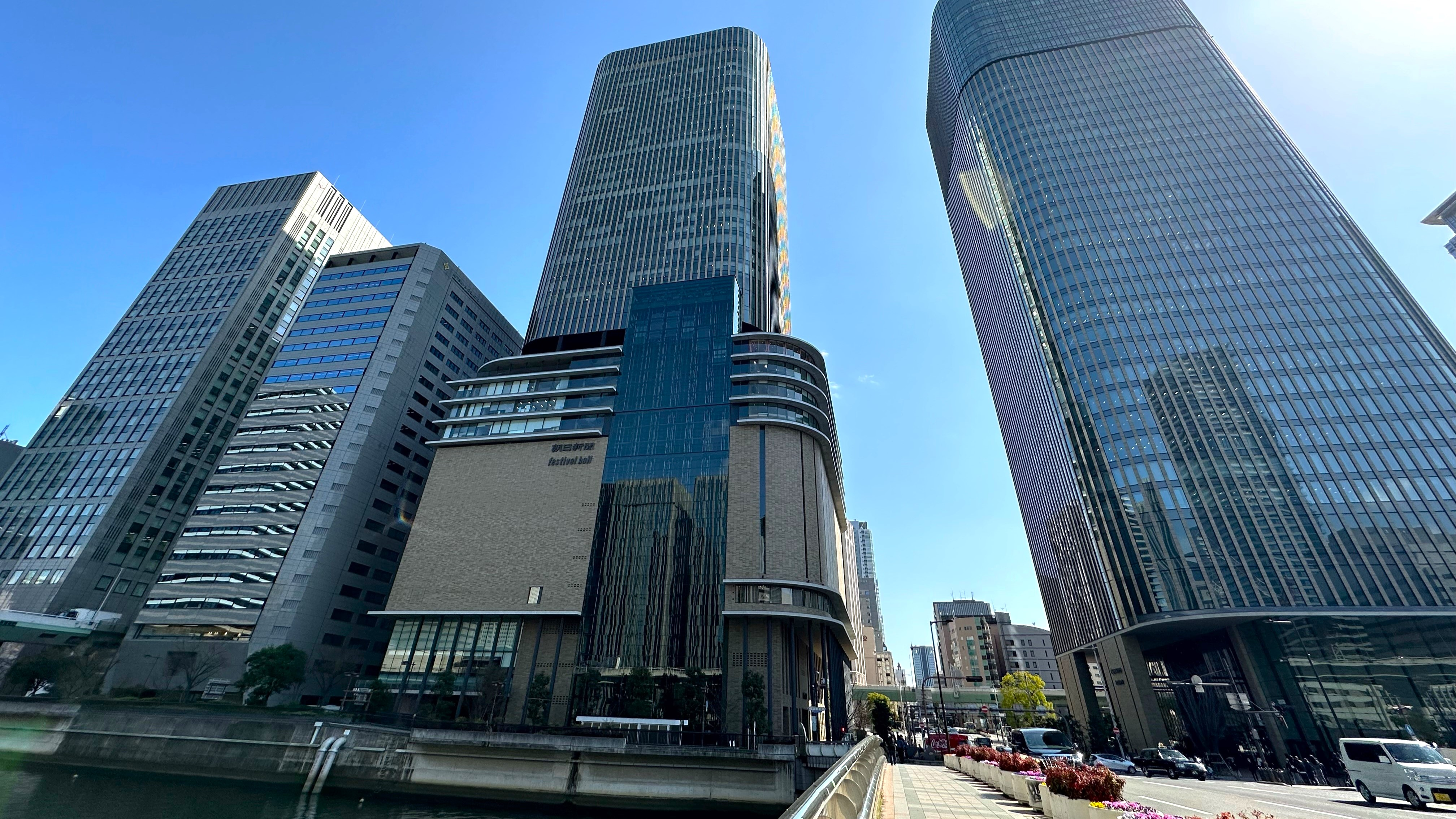
「大阪・中之島プロジェクト」が計画された朝日新聞大阪本社周辺のビル群

大阪・中之島プロジェクト（おおさか・なかのしま・プロジェクト）は、大阪市北区中之島にある朝日新聞大阪本社の社有地を超高層オフィスビルに建替え、地下鉄四つ橋線肥後橋駅と京阪中之島線渡辺橋駅を結ぶ中之島地下街の再開発も連動させた都市開発のプロジェクトである。

## 概要
大阪朝日ビル、朝日新聞ビル、新朝日ビルディングはいずれも築40年以上を経過したことで老朽化が進んでいた。また、中之島地域の高層ビル建設ラッシュや京阪中之島線の開通など周辺環境が変化する中、朝日新聞大阪本社周辺のビル群も再開発をおこなう必要性が出てきた。その流れで計画されたのが「大阪・中之島プロジェクト」である。
建て替えの行われるビルは総じて「中之島フェスティバルタワー」と命名。まず、フェスティバルホールが入居していた新朝日ビルを2009年に解体・撤去し、建て替え工事を行い、2012年11月6日に東棟として竣工。フェスティバルホールをリニューアルしたほか、大阪朝日ビル・朝日新聞ビルから朝日新聞大阪本社を、阪神ダイヤビルディングに暫定移転していた日刊スポーツ新聞西日本本部・大阪本社をそれぞれ移転・入居。飲食店街などで構成する「フェスティバルプラザ」も併設した。
大阪朝日ビル・朝日新聞ビルは解体・撤去されたのち、事務所・ホテルを主要テナントとする西棟「中之島フェスティバルタワー・ウエスト」を2014年6月25日に着工、2017年4月に竣工した。これで東西両棟を合わせた「中之島フェスティバルシティ」が全面開業した。
この2つの超高層棟は、大阪の水辺の景観を生かすと共に、最新の耐震技術を採用しており、地震や津波などの大規模災害にも対応した防災拠点としても活用する。さらに、中之島地下街とも連携した新しい賑わいづくりも目指す。
従来、朝日新聞ビルの中を阪神高速11号池田線の北行き本線車道が通過していた。当プロジェクトに伴い同ビルの高速道路より上の部分は解体されたが、高速道路の橋脚となる部分については解体されずそのまま使われる。